# Caitlin Cahow
Caitlin Cahow, född 20 maj 1985 i New Haven, Connecticut, är en amerikansk ishockeyspelare. Hon deltog i Olympiska vinterspelen 2006 där laget vann brons och Olympiska vinterspelen 2010 där laget vann silver.
Cahow studerade antropologi vid Harvard University där hon spelade både ishockey och lacrosse. Cahow var med om att vinna två VM-guld (2008, 2009) för USA.
År 2013 avslutade Cahow sin karriär i Boston Blades i Canadian Women's Hockey League där hon hade spelat i två säsonger. Cahow kom ut som öppet homosexuell efter att hon hade avslutat sin aktiva karriär. Hon ingick i USA:s invigningstrupp i Olympiska vinterspelen 2014.

## Klubbar
- Minnesota Whitecaps 2008/2009 - 2010/2011
- Boston Blades 2011/2012 - 2012/2013